# Wasmannia auropunctata
Wasmannia auropunctata är en myrart som först beskrevs av den tyske naturforskaren Julius Roger 1863.  Wasmannia auropunctata ingår i släktet Wasmannia och familjen myror.
Myran har enligt EU-listan över invasiva arter det svenska namnet mindre eldmyra.

## Underarter
Arten delas in i följande underarter:
- W. a. auropunctata
- W. a. australis
- W. a. laevifrons
- W. a. nigricans
- W. a. obscura
- W. a. pulla
- W. a. rugosa

## Bildgalleri

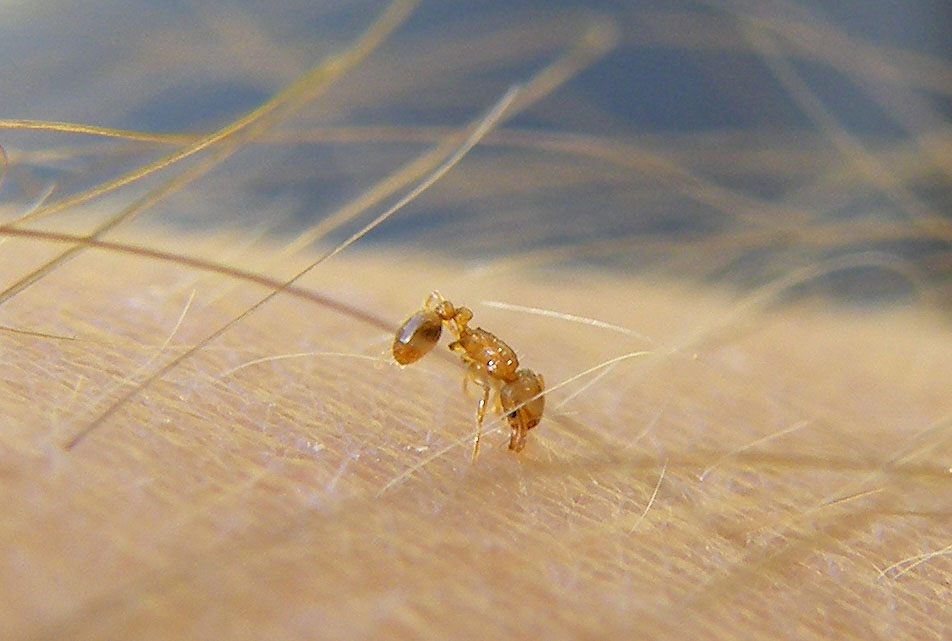